# Knoll och Tott
Knoll och Tott (eng. The Katzenjammer Kids) anses vara världens näst äldsta tecknade serie och den äldsta som ännu produceras. Den skapades av Rudolph Dirks och startade i New York Journal 1897.

## Historik
Den första versionen av The Katzenjammer Kids var inspirerad av den tyske tecknaren och författaren Wilhelm Buschs bilderbok Max und Moritz som utgavs 1865.
Vid en rättstvist 1914 delades serien. Rudolph Dirks fortsatte att göra serien för en annan tidning under namnet Hans & Fritz, från 1918 istället The Captain and the Kids (Pigge och Gnidde), medan den ursprungliga serien övergick till tecknaren Harold H. Knerr.
I Sverige har serien från 1970-talet, fram till början av 1990-talet gått som regelbunden serie i Hemmets Journal, som även har gett ut seriealbum med Knoll och Tott.

## Seriefigurer
- Knoll och Tott är bröder och utför rackartyg av olika slag och gör allt för att komma undan bestraffning (vilket oftast innebär aga).
- Kapten Bölja är far till Knoll och Tott och är den huvudsakliga måltavlan för deras rackartyg. Han blir fastlimmad vid olika föremål medan han sover, får kaktusar instoppade i byxorna och så vidare. Han är alltid klädd i sjömanskostym.
- Fru Bölja, även kallad Fru Tjockelin, Fru Vom, eller Mutter (vilket på tyska betyder mamma), är mor till Knoll och Tott. Hon blir relativt sällan offer för deras spratt fysiskt, men på grund av att hon är godtrogen blir hon ofta lurad när Knoll och Tott försöker skaffa sig olika fördelar, inte minst ekonomiska.
- Inspektör Smack är vän till Kapten Bölja (även om de retas med varandra mellan varven, då Kapten Bölja tenderar att kalla honom för "getabock"), och råkar även ut för Knoll och Totts spratt med jämna mellanrum. Smack är alltid klädd helt i orange, och har en mycket hög hatt och ett vitt skägg som når nästan ända ner till marken. Kapten Bölja och Inspektör Smack avslöjas ofta av Knoll och Tott när de i smyg för Fru Bölja spelar kort över en flaska cider och en låda cigarrer.
- Fröken Tipp, som är Knoll och Totts lärarinna, är inte lika lättlurad som Fru Bölja. Hon underrättar ofta Fru Bölja när Knoll och Tott försöker luras.
- Kaj är Fröken Tipps adoptivson, och är rival till Knoll och Tott, men är även deras kusin. Han ställer ofta till bus och rackartyg, och försöker ofta ge Knoll och Tott skulden för sina hyss. (Knoll och Tott försöker även göra samma sak mot Kaj).
- Mettan, eller Millan är adoptivdotter till Fröken Tipp, och även hon kusin till Knoll och Tott. Hon deltar sällan i några hyss, men är ofta väldigt näsvis. Hon brukar ofta ses slickande på en godisklubba.
- Kung Bumbo är söderhavskung på ön där Knoll och Tott och alla andra bor. Han råkar också ut för Knoll och Totts rackartyg mellan varven, och drar sig inte för att ge dem ett kok stryk om det skulle behövas.

## Multimedia
Det finns flera tecknade filmer med Knoll och Tott. Ett sagoband med Knoll och Tott spelades in i Sverige i mitten av 1980-talet, där Fru Bölja gestaltades av Bert-Åke Varg och Kapten Bölja av Gunnar Ernblad.
- Policy and Pie part 1 of 2 (1918)
- Policy and Pie part 2 of 2 (1918)